# Stichelia
Genre
Stichelia est un genre d'insectes lépidoptères de la famille des Riodinidae qui résident en Amérique du Sud, au Brésil.

## Dénomination
Le nom Stichelia leur a été donné par Zikán en 1949.

## Liste des espèces
- Stichelia bocchoris (Hewitson, [1876])
- Stichelia cuneifascia (Zikán, 1946)
- Stichelia dukinfieldia (Schaus, 1902)
- Stichelia pelotensis Biezanko, Mielke & Wedderhoff, [1979]